# Лейк-Буена-Віста (Флорида)
Лейк-Буена-Віста (англ. Lake Buena Vista) — місто (англ. city) в США, в окрузі Орандж штату Флорида. Населення — 24 особи (2020).

## Географія
Лейк-Буена-Віста розташований за координатами 28°22′43″ пн. ш. 81°31′41″ зх. д. / 28.37861° пн. ш. 81.52806° зх. д. (28.378571, -81.527981).  За даними Бюро перепису населення США в 2010 році місто мало площу 8,04 км², з яких 7,72 км² — суходіл та 0,32 км² — водойми.

### Клімат
| Клімат : Лейк-Буена-Віста | Клімат : Лейк-Буена-Віста | Клімат : Лейк-Буена-Віста | Клімат : Лейк-Буена-Віста | Клімат : Лейк-Буена-Віста | Клімат : Лейк-Буена-Віста | Клімат : Лейк-Буена-Віста | Клімат : Лейк-Буена-Віста | Клімат : Лейк-Буена-Віста | Клімат : Лейк-Буена-Віста | Клімат : Лейк-Буена-Віста | Клімат : Лейк-Буена-Віста | Клімат : Лейк-Буена-Віста | Клімат : Лейк-Буена-Віста |
| Показник                  | Січ.                      | Лют.                      | Бер.                      | Квіт.                     | Трав.                     | Черв.                     | Лип.                      | Серп.                     | Вер.                      | Жовт.                     | Лист.                     | Груд.                     | Рік                       |
| Абсолютний максимум, °C   | 32,2                      | 32,2                      | 33,3                      | 36,7                      | 37,8                      | 38,3                      | 38,3                      | 39,4                      | 36,7                      | 36,1                      | 33,3                      | 32,2                      | 39,4                      |
| Середній максимум, °C     | 21,7                      | 23,3                      | 25,0                      | 27,8                      | 30,6                      | 32,2                      | 32,8                      | 33,3                      | 31,7                      | 28,9                      | 26,1                      | 22,8                      | 28,0                      |
| Середній мінімум, °C      | 8,3                       | 10,0                      | 11,7                      | 14,4                      | 18,3                      | 21,7                      | 22,8                      | 22,8                      | 22,2                      | 18,3                      | 13,9                      | 10,0                      | 16,2                      |
| Абсолютний мінімум, °C    | −7,2                      | −2,8                      | −3,9                      | 3,3                       | 7,2                       | 10,0                      | 13,3                      | 15,6                      | 13,3                      | 5,6                       | −1,7                      | −6,7                      | −7,2                      |
| Норма опадів, мм          | 61                        | 73                        | 97                        | 58                        | 90                        | 195                       | 190                       | 199                       | 160                       | 82                        | 57                        | 61                        | 1323                      |
| ------------------------- | ------------------------- | ------------------------- | ------------------------- | ------------------------- | ------------------------- | ------------------------- | ------------------------- | ------------------------- | ------------------------- | ------------------------- | ------------------------- | ------------------------- | ------------------------- |
| Джерело:                  |                           |                           |                           |                           |                           |                           |                           |                           |                           |                           |                           |                           |                           |

## Демографія
Згідно з переписом 2010 року, у місті мешкало 10 осіб у 5 домогосподарствах у складі 3 родин. Густота населення становила 1 особа/км².  Було 5 помешкань (1/км²).
Расовий склад населення:
| - 100,0 % — білих |

До двох чи більше рас належало 0,0 %. Частка іспаномовних становила 0,0 % від усіх жителів.
За віковим діапазоном населення розподілялося таким чином: 0,0 % — особи молодші 18 років, 60,0 % — особи у віці 18—64 років, 40,0 % — особи у віці 65 років та старші. Медіана віку мешканця становила 63,5 року. На 100 осіб жіночої статі у місті припадало 100,0 чоловіків;  на 100 жінок у віці від 18 років та старших — 100,0 чоловіків також старших 18 років.

Цивільне працевлаштоване населення становило 2 особи. 